# 胡相良
胡相良（？—？），字纯一，號全溪，江西赣县（今贛州）湖边人，清朝政治人物，同進士出身。
乾隆二十二年（1757年）登丁丑科进士。揀选江苏安东县知縣。任内賑济水灾、倡修书院、平反冤狱、邑颂神明。后罢归。为濂溪书院山长。
乾隆年间，胡相忠、胡相良、胡相方三兄弟皆中进士，有兄弟联芳坊，立于章水乡湖边。